# الجامع الكامل في الحديث الصحيح الشامل
الجامع الكامل في الحديث الصحيح الشامل أو موسوعة الحديث الصحيح، هو كتاب ثانوي مجموعة أحاديث، جمعه العالم الإسلامي الإمام ضياء الرحمن أعظمي (1943 م - 30 يوليو 2020) م). يزعم المؤلف في هذا الكتاب أنه جمع جميع الأحاديث الصحيحة من أكثر من مائتي كتاب.

## عدد الأحاديث
```
الطبعة الأولى تحتوي على 16.546 حديث صحيح أو حسن.
```

ويقدر العظمي أن مجموع الأحاديث في جميع الكتب هو 40 ألف حديث (مع حذف التكرار). يوجد 8000 حديث في الكتب الستة (مع حذف التكرار)؛ 19.000 في الزوايا (من مسند أحمد، والبزار، وأبي يعلى، والطبراني الثلاثة). والزوائد (الأحاديث الفريدة غير الموجودة في أي مكان آخر) لا تزيد على 10000.
ويذكر أن عدد المتون الصحيحة يتراوح بين 12.000 إلى 15.000 تقريبًا. الغالبية العظمى من هذه الكتب هي من الكتب الستة ومسند أحمد وموطأ مالك - ويقدر أنه لا يوجد أكثر من 2000 في مكان آخر.
ويقول أعظمي إنه واثق من أنه إن لم يكن بنسبة 100%، فقد حصل على 95% من جميع الأحاديث الصحيحة عن السنة النبوية.
الطبعة الثانية هي المعتمدة, نشرتها دار ابن بشير, باكستان.